# Gräfin Dubarry

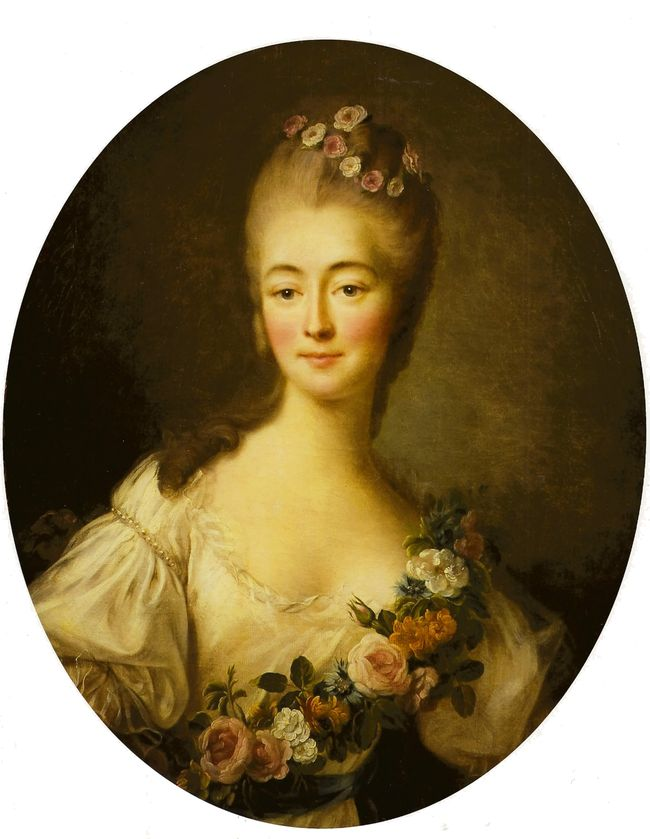
François-Hubert Drouais, Portrait de la comtesse du Barry en Flore (1769).

Gräfin Dubarry (en français : La Comtesse Dubarry) est une opérette en trois actes composée en 1879 par Carl Millöcker sur un livret en allemand de Friedrich Zell et Richard Genée. L'argument est basé sur la vie de Madame du Barry, la dernière favorite de Louis XV.
La première a lieu le 31 octobre 1879 au Theater an der Wien à Vienne.

## Personnages
| Rôle                                          | Voix    | Acteurs lors de la première, 31 octobre 1879 (chef d'orchestre : Karl Millöcker) | Acteurs le 14 août 1931 (chef d'orchestre : - ) |
| --------------------------------------------- | ------- | -------------------------------------------------------------------------------- | ----------------------------------------------- |
| Marie Jeanne Bécu, comtesse Dubarry           | soprano |                                                                                  |                                                 |
| René Lavallery, un peintre                    | ténor   |                                                                                  |                                                 |
| Margot, soubrette                             | soprano |                                                                                  |                                                 |
| Le marquis de Brissac, son ami                | tenor   |                                                                                  |                                                 |
| Le comte Dubarry                              | baryton |                                                                                  |                                                 |
| Louis XV                                      | baryton |                                                                                  |                                                 |
| Étienne-François de Choiseul, ministre        |         |                                                                                  |                                                 |
| Le prince de Soubise                          |         |                                                                                  |                                                 |
| Le duc de Lazun                               |         |                                                                                  |                                                 |
| Radix de Sainte-Foix                          |         |                                                                                  |                                                 |
| Le baron de Chamard                           |         |                                                                                  |                                                 |
| Lebell                                        |         |                                                                                  |                                                 |
| La maréchale de Luxembourg                    |         |                                                                                  |                                                 |
| Lucille                                       |         |                                                                                  |                                                 |
| Pierre                                        |         |                                                                                  |                                                 |
| Madame Labille                                |         |                                                                                  |                                                 |
| Marianne Verrières                            |         |                                                                                  |                                                 |
| Claude Verrières                              |         |                                                                                  |                                                 |
| Un abbé                                       |         |                                                                                  |                                                 |
| Un voisin                                     |         |                                                                                  |                                                 |
| Servants, compagnons, peuple de Paris (chœur) |         |                                                                                  |                                                 |

## Argument
L'histoire se déroule à Paris et Versailles en 1764.

## Version cinématographique
Une version cinématographique, intitulée Die Dubarry (de), a été réalisée en Allemagne en 1951 par Georg Wildhagen avec Sári Barabás (de), Mathieu Ahlersmeyer (de), Willy Fritsch, Albert Lieven et Walter Müller.